# David Daugaard
David Daugaard (Copenhague, 27 de diciembre de 1994) es un deportista danés que compite en bádminton. Ganó una medalla de bronce en el Campeonato Europeo de Bádminton de 2017, en la prueba de dobles.

## Palmarés internacional
| Campeonato Europeo | Campeonato Europeo  | Campeonato Europeo | Campeonato Europeo |
| Año                | Lugar               | Medalla            | Prueba             |
| ------------------ | ------------------- | ------------------ | ------------------ |
| 2017               | Kolding (Dinamarca) | Medalla de bronce  | Dobles             |